# Agatha Streicher
Agatha Streicher (1520–1581), fue una médica alemana que vivió toda su vida en la ciudad de Ulm. Se le ha considerado como la primera mujer médica en Alemania.

## Biografía
A Streicher se le prohibió estudiar medicina en alguna Universidad por ser mujer. Sin embargo, estudió medicina en privado, probablemente con su hermano Hans Augustin, que era médico. Se reconoció que tenía suficientes conocimientos para ejercer la medicina en su ciudad natal de Ulm y el 15 de marzo de 1561, a Streicher se le permitió tomar el Juramento Hipocrático, que ya era vinculante desde 1533. De esta forma, fue nombrada como "médico no académico en Ulm y se le permitió ejercer la medicina en la práctica privada".
Su reputación se extendió por todas partes y muchas personalidades públicas de la época acudieron a Ulm para recibir tratamiento, como la princesa de Hohenzollern y el obispo de Speyer. Era particularmente conocida por su remedio que ella misma producía para los cálculos en la vejiga. En 1576, incluso fue llamada a Ratisbona para acompañar en su lecho a Maximiliano II, emperador del Sacro Imperio Romano Germánico que sufría de gota severa. Aunque no pudo curar al emperador, le recetó cuatro medicamentos para aliviar su sufrimiento y permaneció con él hasta su muerte.
Streicher fue una exitosa mujer de negocios y contribuyó a la reputación de la ciudad de Ulm. En su testamento se acordó de los pobres y desvalidos.
Está conmemorada con una estatua, un monumento y una calle que lleva su nombre en Ulm. Ursula Niehaus escribió una novela sobre Streicher.